# Skulpturenweg Germersheim

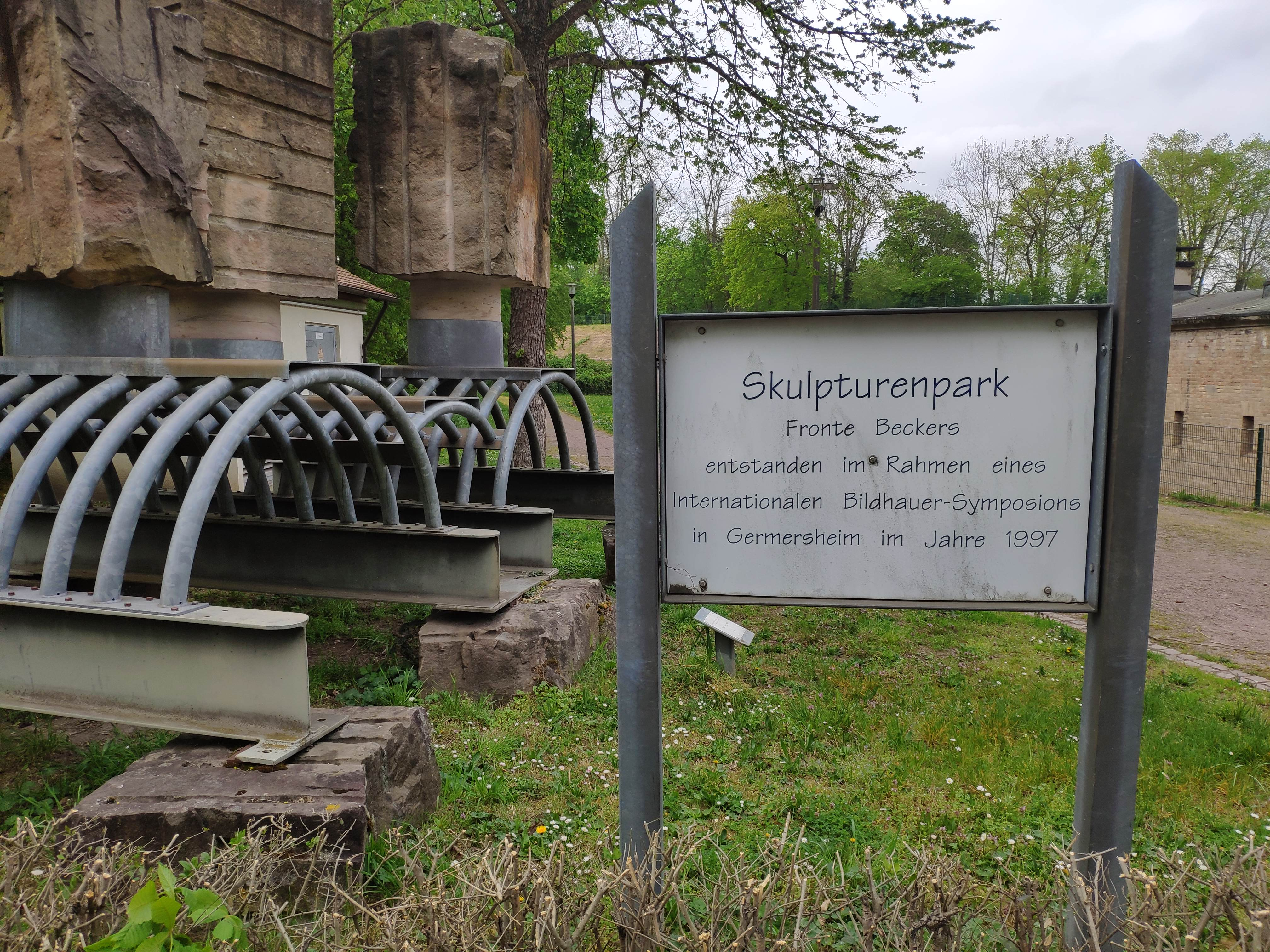
Eingangsschild mit Werk 1

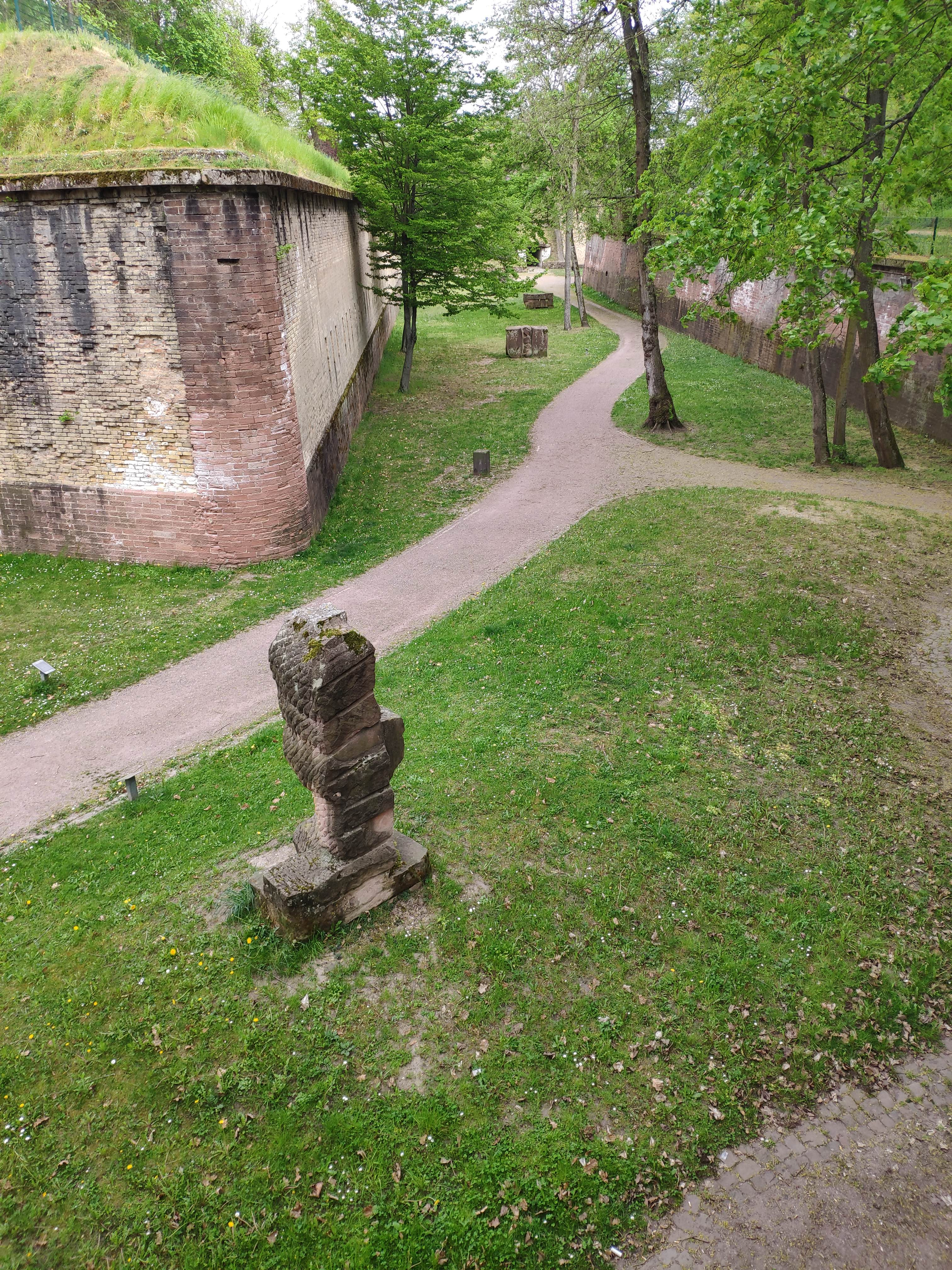
Überblick, Werke 3–5

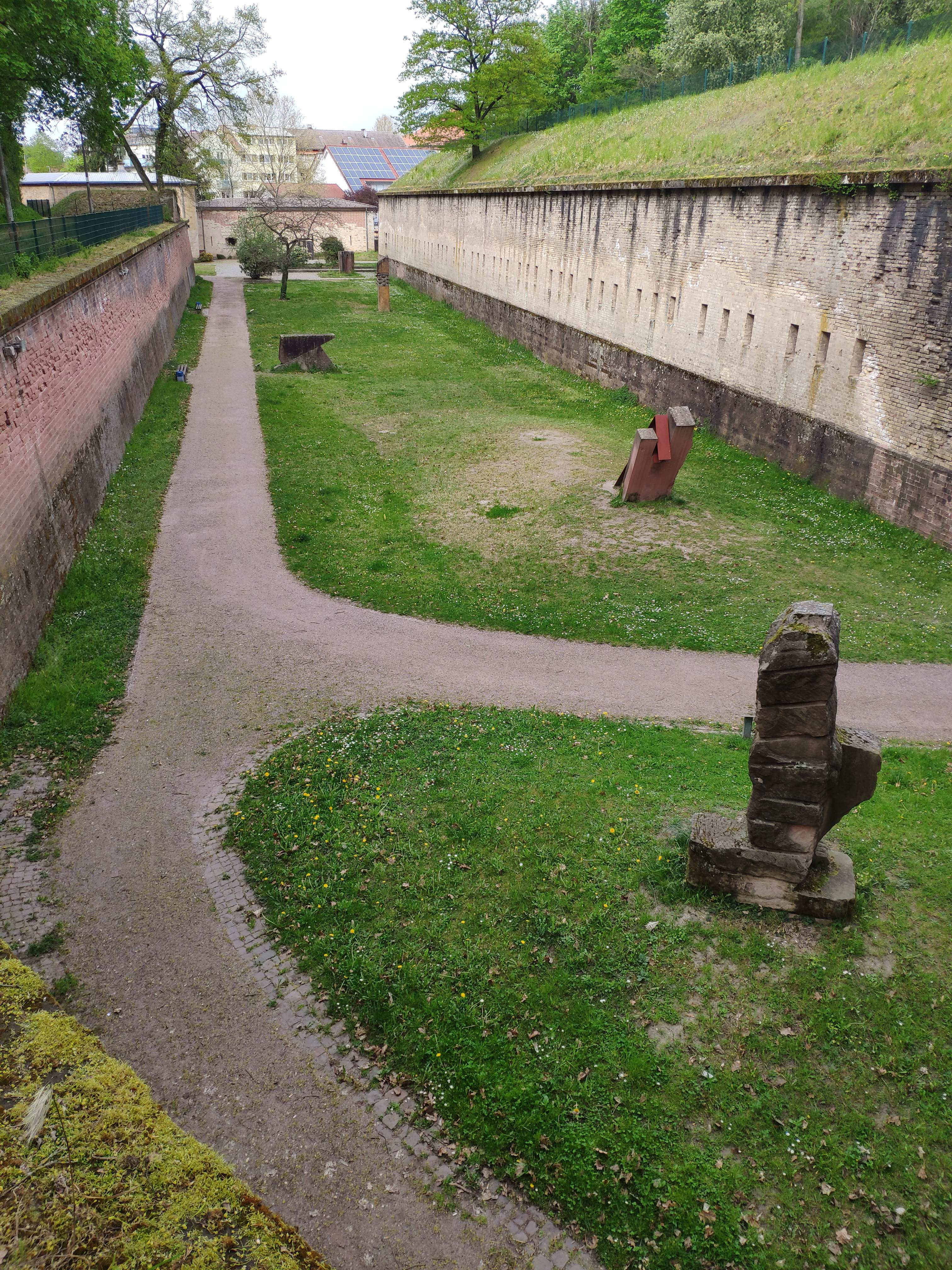
Überblick, Werke 5–9

Der Skulpturenweg Germersheim in Germersheim, im Südosten von Rheinland-Pfalz ist ein Teilstück des Skulpturenwegs Rheinland-Pfalz.

## Projektbeschreibung
Die Förderung des Landes Rheinland-Pfalz von Kunstprojekten im öffentlichen Raum führte im Sommer 1997 zur Entstehung des Skulpturenwegs im Graben der Festungsanlage Fronte Beckers der Festung Germersheim. Die Arbeiten sind im Rahmen eines internationalen Bildhauersymposiums entstanden. Zehn Bildhauer aus vier europäischen Ländern beteiligten sich und hinterließen ihre Kunstwerke, die in erster Linie aus Sandstein bestehen. Der Weg hat eine Länge von etwa 300 Metern. Von der Festungsmauer kann ein großer Teil der Kunstwerke überblickt werden.

## Künstler und Werke
| Bild | Nr. | Künstler (Land)                  | Kunstwerk                                                    | Lage                       |
| ---- | --- | -------------------------------- | ------------------------------------------------------------ | -------------------------- |
|      | 1   | Olaf Bergmann (Deutschland)      | Brücke in der Queich                                         | 49° 12′ 58″ N, 8° 22′ 5″ O |
|      | 2   | Villi Bossi (Italien)            | Sotto Hale Bopp                                              | 49° 13′ 0″ N, 8° 22′ 4″ O  |
|      | 3   | Holger Grimm (Deutschland)       | Prozess des Findens                                          | 49° 13′ 0″ N, 8° 22′ 2″ O  |
|      | 4   | Karl-Heinz Deutsch (Deutschland) | Verknotung einer Stadt                                       | 49° 13′ 0″ N, 8° 22′ 1″ O  |
|      | 5   | Georg Ahrens (Deutschland)       | kniende Figur (frontale Ansicht), sitzende Figur (von links) | 49° 13′ 0″ N, 8° 21′ 59″ O |
|      | 6   | Christoph Mancke (Deutschland)   | Prozess des Findens                                          | 49° 13′ 1″ N, 8° 21′ 59″ O |
|      | 7   | Willi Bauer (Deutschland)        | Dualität                                                     | 49° 13′ 2″ N, 8° 21′ 59″ O |
|      | 8   | Bertrand Ney (Frankreich)        | Stein-Zeit-Säule                                             | 49° 13′ 2″ N, 8° 22′ 0″ O  |
|      | 9   | Reiner Mährlein (Deutschland)    | Nische                                                       | 49° 13′ 3″ N, 8° 22′ 0″ O  |
|      | 10  | Ljubo de Karina (Kroatien)       | Fenster                                                      | 49° 13′ 4″ N, 8° 21′ 58″ O |